# Hypanthidioides cavichiolii
Hypanthidioides cavichiolii är en biart som först beskrevs av Urban 1993.  Hypanthidioides cavichiolii ingår i släktet Hypanthidioides och familjen buksamlarbin. Inga underarter finns listade i Catalogue of Life.